# Хельтаи, Гашпар
Гашпар Хельтаи (венг. Heltai Gáspár, нем. Caspar Helth; ок. 1520, Хельтау — 1574, Клуж-Напока) — венгерский евангелический теолог, писатель, издатель и реформатор.
Гашпар Хельтаи, предположительно трансильванский сакс, родился в Хельтау, современном румынском Чиснэдие. В 1543 году поступил в Виттенбергский университет, в 1544 году отправился священником в Клуж-Напоку, где оставался до 1557 года, занимаясь реформаторской деятельностью. Под влиянием Ференца Давида перешёл из лютеранства в кальвинизм. Зарабатывал на жизнь изданием теологической литературы преимущественно на венгерском языке. Участвовал в переводе Библии на венгерский язык и оказал большое влияние на развитие венгерской художественной прозы. Его собственные произведения, памфлеты и басни, полные откровенной критики католической церкви и общественных порядков, разоблачают усиливающуюся власть буржуазии.